# Maître de Wavrin
Ne doit pas être confondu avec Maître du Wavrin de Londres.
Le Maître de Wavrin est un enlumineur anonyme de la seconde moitié du XVe siècle, probablement actif dans la région de Lille, qui doit son nom à Jean de Wavrin, pour lequel il illustra plusieurs manuscrits frappés des armes de son commanditaire.

## Style
À la différence de la plupart des enlumineurs de l'époque qui peignaient sur parchemin, le maître de Wavrin n'utilise, à une exception près, que le papier travaillé à la détrempe. Ses images sont très sobres, beaucoup moins colorées que les enluminures contemporaines, et évoquent la bande dessinée. La plupart des œuvres du Maître de Wavrin sont des illustrations de romans de chevalerie comportant plusieurs dizaines d'enluminures. Elles sont souvent rapprochées de celles du Maître du Champion des Dames (du nom d'un manuscrit portant ce titre), autre peintre lillois qui s'inscrirait dans sa suite.

## Œuvres

### Manuscrits attribués

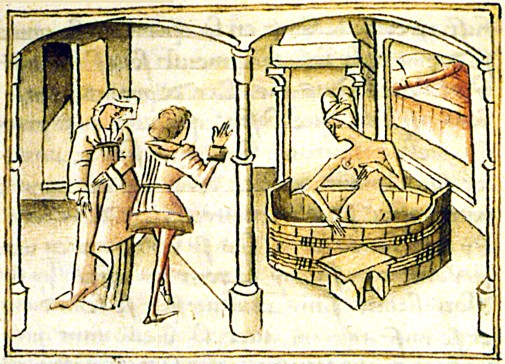
Miniature du Roman de Gérard de Nevers, Bibliothèque royale de Belgique, Ms.9631.

Une dizaine d'ouvrages qu'il a illustrés sont parvenus jusqu'à nous, parmi lesquels :
- Le livre des amours du Châstellain de Coucy et de la Dame de Fayel, vers 1467-1468, Bibliothèque municipale de Lille, Godefroy 50
- Le Roman de Florimont, 109 dessins, vers 1450-1456, Bibliothèque nationale de France, Paris, Fr.12566[1]
- Le Roman du comte d’Artois, 29 dessins, vers 1450-1460, BNF, Fr.11610
- Le Roman de Jean d'Avesnes, 27 dessins, vers 1452-1460, BNF, Fr.12572
- Roman de Girart de Nevers, 54 dessins, vers 1450-1460, Bibliothèque royale de Belgique (KBR), Bruxelles, Ms.9631[2]
- Roman d’Olivier de Castille de Philippe Camus, bibliothèque de l'Université de Gand, Ms.470
- Roman d’Othovien, 125 dessins, 1454, Musée Condé, à Chantilly, Ms.652
- Histoire des seigneurs de Gavre, 96 dessins, 1456, KBR, Ms.10238
- Paris et Vienne de Pierre de La Cépède suivi de l'Histoire d'Apollonius de Tyr, KBR, Ms.9632-9633
- Compilation d'histoire romaine, suivie de l'histoire de Turnus et de la fondation de Tournay, après 1453, BNF, Fr.9343-9344

### Manuscrits attribués à des suiveurs
- Histoire de la destruction de Troie, 392 dessins, BNF, Fr.12601
- Livre de l'ordre de la chevalerie, BNF, Fr.1973[3]
- Histoire de Thèbes et Histoire de Troie, Fondation Martin Bodmer, Ms.160[4]
- Epistre Othea de Christine de Pizan, vers 1460, BM de Lille, Ms.391 (175)[5]
- Destruction de Thèbes et Histoire de la destruction de Troie, KBR, Ms.9650-9652